# Ahmad Bradshaw
Pour les articles homonymes, voir Bradshaw.
(en) Statistiques sur pro-football-reference
Ahmad Bradshaw, né le 19 mars 1986 à Bluefield en Virginie, est un joueur américain de football américain qui évolue au poste de running back.
Après avoir effectué sa carrière universitaire aux Marshall Thundering Herd de l'Université Marshall, il fut drafté en 2007 à la 250e place (septième tour) par les Giants de New York. Il joue depuis 2013 au Colts d'Indianapolis
Lors de sa première saison au Giants de New York, il remporte le Super Bowl XLII contre les Patriots de la Nouvelle-Angleterre.